# Egesina sarawakensis
Egesina sarawakensis là một loài bọ cánh cứng trong họ Cerambycidae.